# Natur & Kulturs kulturpris

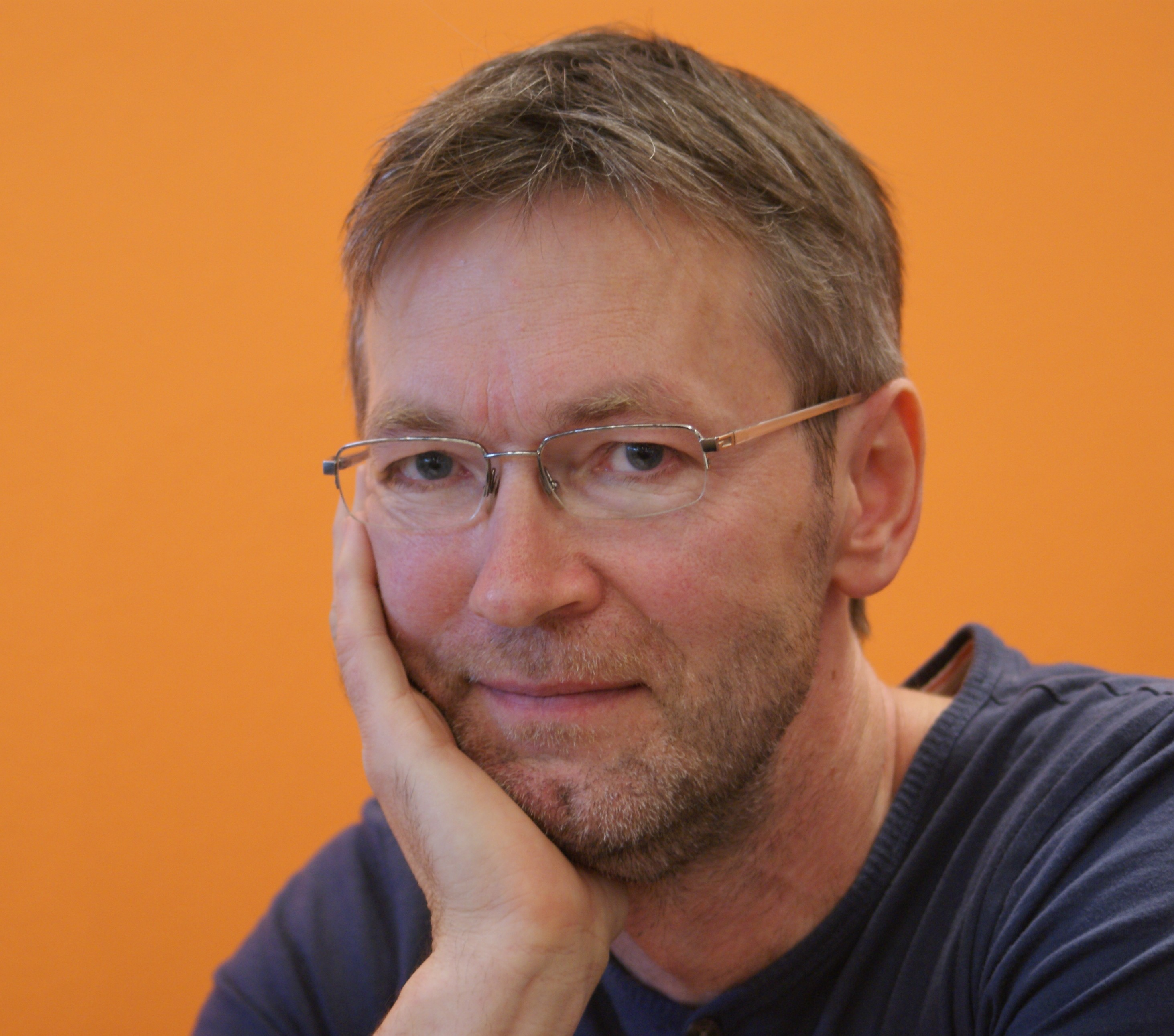
Jan Berglin som tillsammans med Maria Berglin var pristagare 2013.

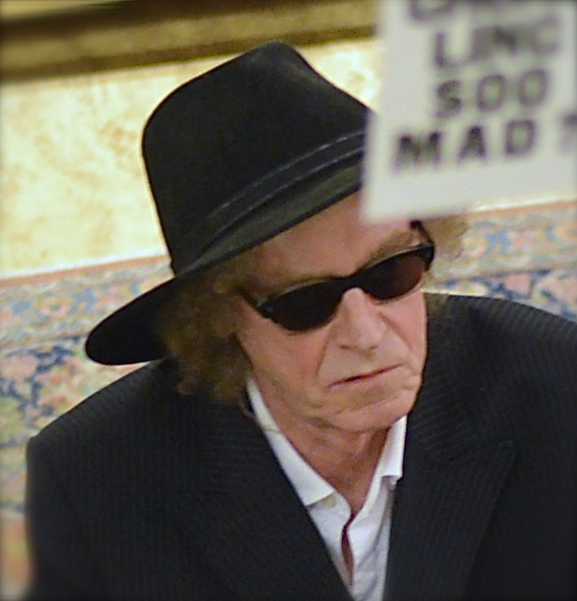
Bruno K. Öijer, 2016 års pristagare.

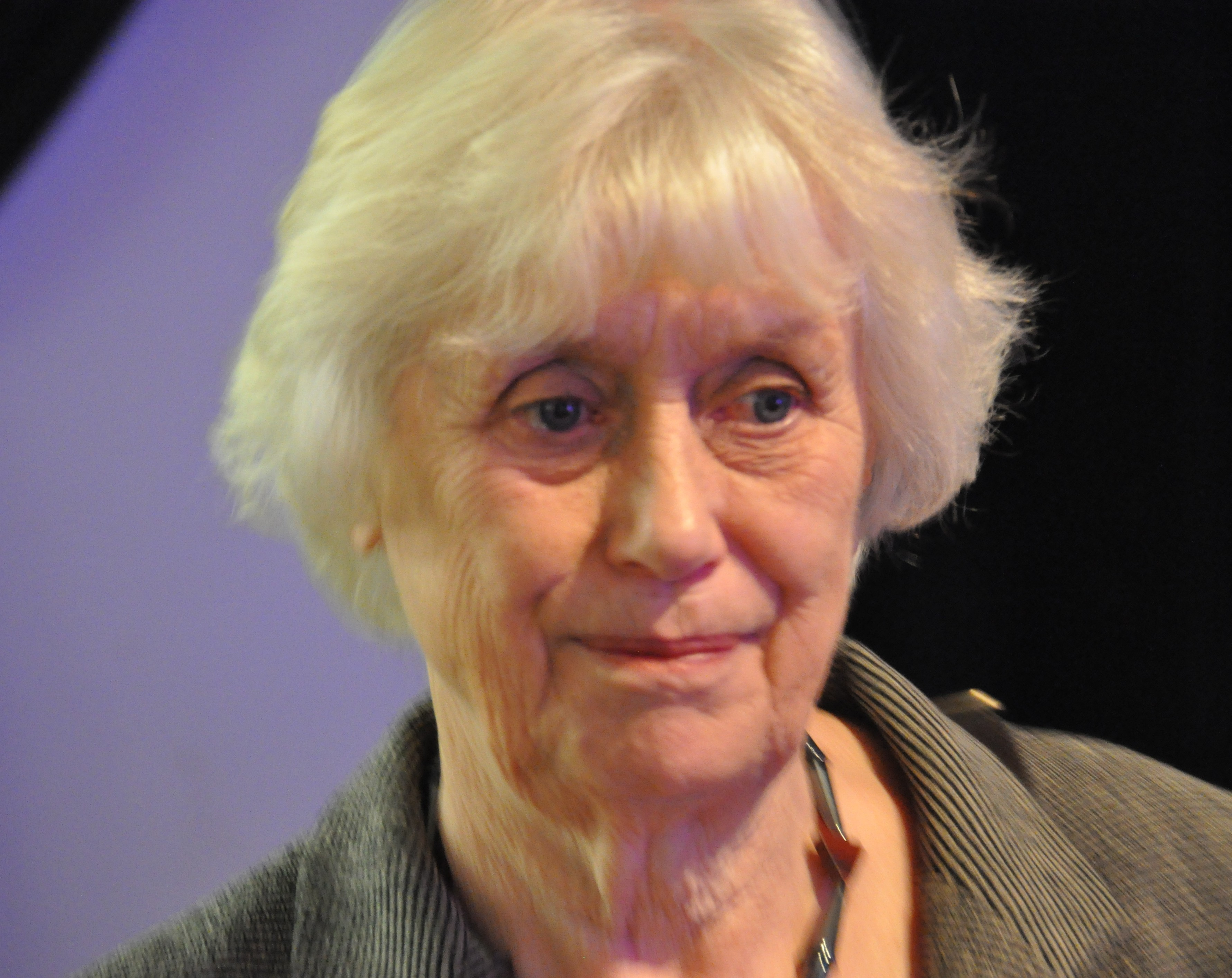
Kerstin Ekman pristagare 2023.

Natur & Kulturs kulturpris är ett svenskt kulturpris.
Natur & Kulturs kulturpris delas ut årligen i april sedan 1974. Prissumman var 2023 500.000 kronor och ges till en eller flera personer som har gjort en väsentlig insats inom kulturområdet i Sverige. Pristagarna får även bronsskulpturen »Kunskapens träd« av konstnären Ernst Nordin. Priset kan ges till personer inom olika områden. till exempel författare, publicister, regissörer, fotografer, konstnärer, journalister, artister, koreografer och vetenskapsmän.

## Pristagare
- 1974 – Alf Ahlberg
- 1975 – Gunnel Vallquist
- 1976 – Lennart Nilsson
- 1977 – Gunnar Brusewitz
- 1978 – Tor Ragnar Gerholm
- 1979 – Torsten Husén och Gunnel Linde
- 1980 – Stig Strömholm
- 1981 – Assar Lindbeck
- 1982 – Birgit Cullberg och Eric Ericson
- 1983 – Alf Åberg
- 1984 – Ulf Linde
- 1985 – Gustaf Petrén
- 1986 – Povel Ramel
- 1987 – Rolf Edberg
- 1988 – Kjerstin Dellert
- 1989 – Ingvar Björkeson
- 1990 – Allan Edwall
- 1991 – Alf Henrikson
- 1992 – Inger Wikström
- 1993 – Peter Nilson
- 1994 – Erland Josephson
- 1995 – Georg Klein
- 1996 – Sture Linnér
- 1997 – Hans Alfredson
- 1998 – Kerstin Nerbe och Claes Fellbom
- 1999 – Beate Sydhoff
- 2000 – Hédi Fried och Ozan Sunar
- 2001 – Lennart Rodhe[1]
- 2002 – Bengt Göransson och Göran Eriksson[2]
- 2003 – Suzanne Osten[3]
- 2004 – Nils Uddenberg[4]
- 2005 – Marianne von Baumgarten-Lindberg[5]
- 2006 – Kristina Lugn[6]
- 2007 – Cordelia Edvardson[7]
- 2008 – Jean-Claude Arnault, konstnärlig ledare för Forum[8]
- 2009 – Fredrik Lindström samt Anna Lena Ringarp och Lars-Gunnar Andersson[9]
- 2010 – Anne Sofie von Otter, Anneli Alhanko och Daniel Birnbaum[10]
- 2011 – Bertil Falck, en av grundarna av Bok & Bibliotek i Göteborg.[11]
- 2012 – Tilde Björfors, grundare av Cirkus Cirkör[12]
- 2013 – Jan Berglin och Maria Berglin, serietecknare[13]
- 2014 – Marie-Louise Ekman[14]
- 2015 – Jan och Per Broman, grundare av Fotografiska[15]
- 2016 – Bruno K. Öijer[16]
- 2017 – Inger Hallström Stinnerbom, Leif Stinnerbom och Magnus Stinnerbom vid Västanå teater[17]
- 2018 – Ola Larsmo[18]
- 2019 – Laleh Pourkarim[19]
- 2020 – Leif Zern[20]
- 2021 – Charlotte Gyllenhammar
- 2022 – Mats Ek och Ana Laguna
- 2023 – Kerstin Ekman
- 2024 – Nils Spangenberg